# المغونة (المهرة)

تعديل مصدري - تعديل

المغونة هي إحدى قرى مديرية المسيلة التابعة لمحافظة المهرة، بلغ تعداد سكانها 176 نسمة حسب تعداد اليمن لعام 2004.